# Distrikt Pampas Chico
Der Distrikt Pampas Chico liegt in der Provinz Recuay in der Region Ancash im zentralen Westen von Peru. Der Distrikt wurde am 31. Oktober 1941 gegründet. Er hat eine Fläche von 100,51 km². Beim Zensus 2017 wurden 923 Einwohner gezählt. Im Jahr 1993 lag die Einwohnerzahl bei 1046, im Jahr 2007 bei 1618. Verwaltungssitz des Distriktes ist die 3505 m hoch gelegene Ortschaft Pampas Chico mit 174 Einwohnern (Stand 2017). Diese liegt knapp 45 km südlich der Provinzhauptstadt Recuay. Im Distrikt befindet sich der archäologische Fundplatz Hatun Machay.

## Geographische Lage
Der Distrikt Pampas Chico liegt im zentralen Süden der Provinz Recuay. Er liegt an der Westflanke der Cordillera Negra. Die nordöstliche Distriktgrenze bildet die Wasserscheide zum weiter nordöstlich verlaufenden Río Santa. Der Río Fortaleza fließt entlang der südlichen Distriktgrenze nach Westen und entwässert das Gebiet. Der Distrikt Pampas Chico grenzt im Westen an den Distrikt Marca, im Nordosten an den Distrikt Cátac sowie im Süden an den Distrikt Cajacay (Provinz Bolognesi).

## Ortschaften und Siedlungen
Neben Pampas Chico gibt es noch die Ortschaften (Centros poblados) Mayorarca mit 232 Einwohnern sowie Huambo. Anexos und Caseríos sind Colquimarca, Jacar und Conococha. Außerdem gibt es noch die Comunidades campesinas San Francisco de Asís (bei Huambo) und San Andrés (bei Pampas Chico).